# Gorkowski (Wolgograd)
Gorkowski (russisch Го́рьковский) ist ein Stadtteil von Wolgograd und frühere Siedlung städtischen Typs in der Oblast Wolgograd (Russland) mit 16.436 Einwohnern (Berechnung 2009, vor der Eingemeindung).

## Geographie
Die Siedlung liegt im Südosten des europäischen Teils Russlands, etwa 10 Kilometer von rechten Ufer der Wolga entfernt.
Gorkowski gehört zum Rajon Sowetski der Stadt bzw. des Stadtkreises Wolgograd und befindet sich knapp 15 Kilometer südwestlich des Stadtzentrums.

## Geschichte
Die Geschichte der Siedlung beginnt 1774 mit der Gründung eines Dorfes auf Ländereien, die dem damaligen Kommandanten der Festung Zarizyn (heute Stadt Wolgograd) Iwan Zypletjow übertragen worden waren, und das er nach seinem im Kindesalter verstorbenen Sohn Alexei Alexejewka nannte. Später war das Dorf, dessen Einwohnerzahl lange unter 100 blieb, auch als Woroponowka nach einem späteren Besitzer oder Krutenkaja, von russisch kruto für steil, bezogen auf den relativ steilen Anstieg von der Wolga zum Dorf, in unterschiedlichen Schreibweisen bekannt.
1862 wurde die Don-Eisenbahn, die Zarizyn an der Wolga mit Kalatsch am Don verband, eine der ersten Eisenbahnstrecken im Süden Russlands, vorbeigeführt und an ihr die Station Krutaja eröffnet. Bei der Station, die sich am Scheitelpunkt der von dort in Richtung Wolga und Don abfallenden Strecke befand, entstanden in der Folgezeit ein Depot, Werkstätten und eine entsprechend große Stationssiedlung. Nach der Verlängerung der Bahnstrecke um mehr als 300 Kilometer bis zum Bahnhof Lichaja (zwischen den heutigen Städten Kamensk-Schachtinski und Swerewo), von wo Anschluss nach Rostow am Don und in das Donezbecken bestand, im Jahre 1900 erfolgte 1904 die Umbenennung der Station in Woroponowo.
Im Zweiten Weltkrieg wurden Station und Siedlung während der Schlacht von Stalingrad, wie Zarizyn mittlerweile hieß, zwischen Spätsommer 1942 und Anfang 1943 stark in Mitleidenschaft gezogen. 1954 wurde die wiederhergestellte Bahnstation in imeni Maxima Gorkowo („Maxim-Gorki-Station“) umbenannt, zu Ehren Maxim Gorkis, der dort um 1889, bevor er als Schriftsteller berühmt wurde, gearbeitet hatte. 1957 erhielt der Ort unter dem heutigen, ebenso von Gorki abgeleiteten Namen den Status einer Siedlung städtischen Typs, die der Verwaltung des Wolgograder Stadtrajons Sowetski unterstellt wurde.
Im März 2009 wurde Gorkowski, wie auch das der Siedlung bislang administrativ unterstellte, drei Kilometer südlich gelegene Dorf (selo) Pestschanka, nach Wolgograd eingemeindet und ist nun als Siedlung (Possjolok) Gorkowski Stadtteil im Bestand des Rajons Sowetski.
Im Dorf Pestschanka wurde 1996 von der Republik Österreich und dem Österreichischen Schwarzen Kreuz das Mahnmal in Pestschanka errichtet. 

### Bevölkerungsentwicklung
| Jahr | Einwohner |
| ---- | --------- |
| 1959 | 4.658     |
| 1970 | 8.404     |
| 1979 | 9.268     |
| 1989 | 9.610     |
| 2002 | 15.281    |
| 2009 | 16.436    |

Anmerkung: 1959–2002 Volkszählungsdaten

## Wirtschaft und Infrastruktur
Gorkowski ist heute Wohn- und Industrievorort von Wolgograd, wohin Stadtbusverbindung besteht. Es gibt Betriebe der Lebensmittelindustrie und der Bauwirtschaft sowie verschiedene Versorgungseinrichtungen. Zu Gorkowski gehört auch das „Militärstädtchen“ einer dort stationierten Division der Russischen Armee.
An der Eisenbahnstrecke Lichaja – Wolgograd (Stationsname im. Maxima Gorkowo, „Maxim-Gorki-Station“; Streckenkilometer 366), die dort von der nach dem Zweiten Weltkrieg entstandenen westlichen Wolgograder Güterumgehungsstrecke (Gumrak – Kanalnaja) gekreuzt wird, befindet sich bei Gorkowski ein großer Rangierbahnhof. Durch die Siedlung führt die Fernstraße M21, die Wolgograd mit Donezk an der ukrainischen Grenze verbindet.